# Apparition Mountain
Apparition Mountain est une montagne située dans le chaînon Palliser, au sein des Rocheuses canadiennes, dans la province d'Alberta, au Canada. Elle est nommée en 1963 par  T.W. Swaddle,.